# Kohleria affinis
Kohleria affinis är en tvåhjärtbladig växtart som först beskrevs av Karl Fritsch, och fick sitt nu gällande namn av Roalson och Boggan. Kohleria affinis ingår i släktet Kohleria och familjen Gesneriaceae. Inga underarter finns listade i Catalogue of Life.

## Bildgalleri

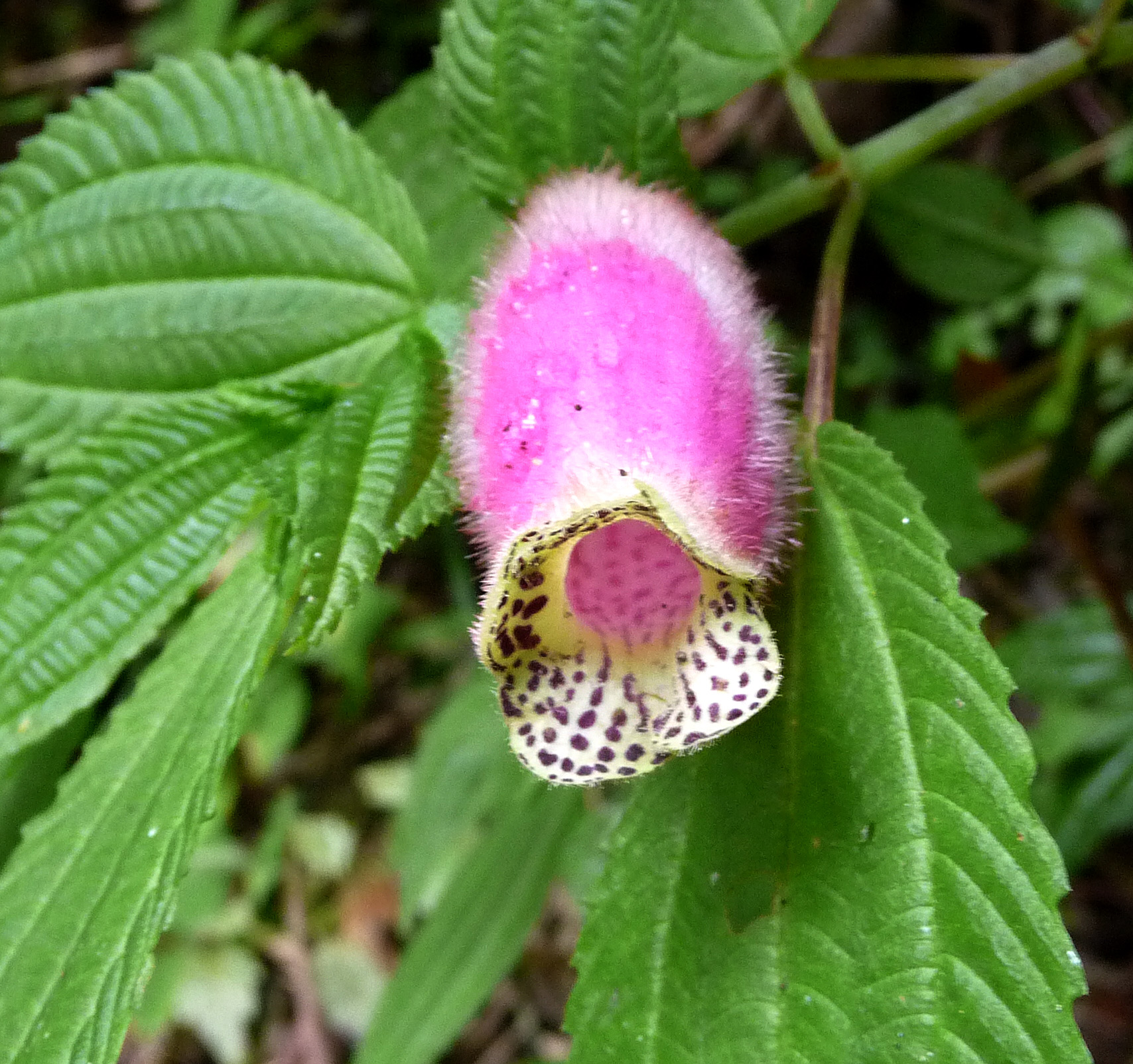